# Avri (Robert) Shacham
Avri (Robert) Shacham (héberül: שחם רוברט, eredeti nevén: Schwarcz Róbert) (Kassa, 1931. szeptember 14. – Tel-Aviv, 2013. május 7.) magyar származású izraeli mérnök és író. Az akkor Szlovákiához tartozó Kassán született, majd amikor a város 1938-ban – az első bécsi döntés értelmében – visszakerült Magyarországhoz, szüleivel Budapestre költözött. A második világháború után csatlakozott a cionista mozgalomhoz és 1949-ben Izraelbe emigrált. Hat évig egy kibucban dolgozott, majd az El Al légitársaság alkalmazta mérnöki beosztásban, innen ment nyugdíjba 1997-ben. Magyarországi kapcsolatait mindvégig ápolta, többször hazalátogatott, részben rokonlátogatásokra, részben előadások tartására. Munkája mellett számos elbeszélést írt. Itthon–Otthon címmel a gyermekkori élményeit és néhány rövid elbeszélését tartalmazó mű 2004-ben magyarul jelent meg.

## Élete
Gyermekként átélte a második világháború alatti zsidóüldözést és Budapest ostromát. Már Kassát is azért kellett elhagyniuk, mert miután a várost Magyarországhoz csatolták, zsidó édesapja egzisztenciája ott ellehetetlenült, Budapesten azonban akkor még jobban meg tudtak élni. 1944-ben édesapját munkaszolgálatra vitték, édesanyja és ő maga a nyilas uralom idején kalandos körülmények között egy ideig bujkált, majd a gettóba kerültek, de szerencsésen túlélték. Édesapja is hazatért, és bár helyzetük a körülményekhez képest normalizálódott, az átélt megpróbáltatásokat nehezen tudták feldolgozni. Családjuk legtöbb tagja a holokauszt áldozata lett. Ezért Róbert csatlakozott a cionista mozgalomhoz és 1949-ben egy 70 fős csoporttal Izraelbe emigrált, ahova fél évvel később szülei is követték.
Hat évig egy kibucban dolgozott, felvette a héber Avri Shacham nevet, letöltötte 2 és fél éves kötelező katonaidejét. Katonaként részt vett 1956-ban a sínai-félszigeti háborúban, az 1967-es hatnapos háborúban és 1973-ban a jom kippuri háborúban. A kibucban töltött 6 év után Tel-Avivba költözött. Harminc évig dolgozott az El Al légitársaságnál, ahonnan 1997-ben ment nyugdíjba. 1943-ban nősült meg, három gyermeke született. 2013-ban Izraelben hunyt el.

## Irodalmi munkássága
Szenvedélyes blogger volt, honlapján keresztül szoros kapcsolatot tartott fenn ismerőseivel és tisztelőivel és itt közölte rövid írásait is. Gyűjtötte a vicceket és több kategóriába sorolva, egy bő válogatásban adta közre őket.
Gyermekkorának és néhány európai utazásának leírása, valamint rövid elbeszéléseinek egy válogatása magyarul az Itthon–Otthon című kötetben jelent meg.